# Poivre des moines
Pour les articles homonymes, voir Poivre (homonymie).

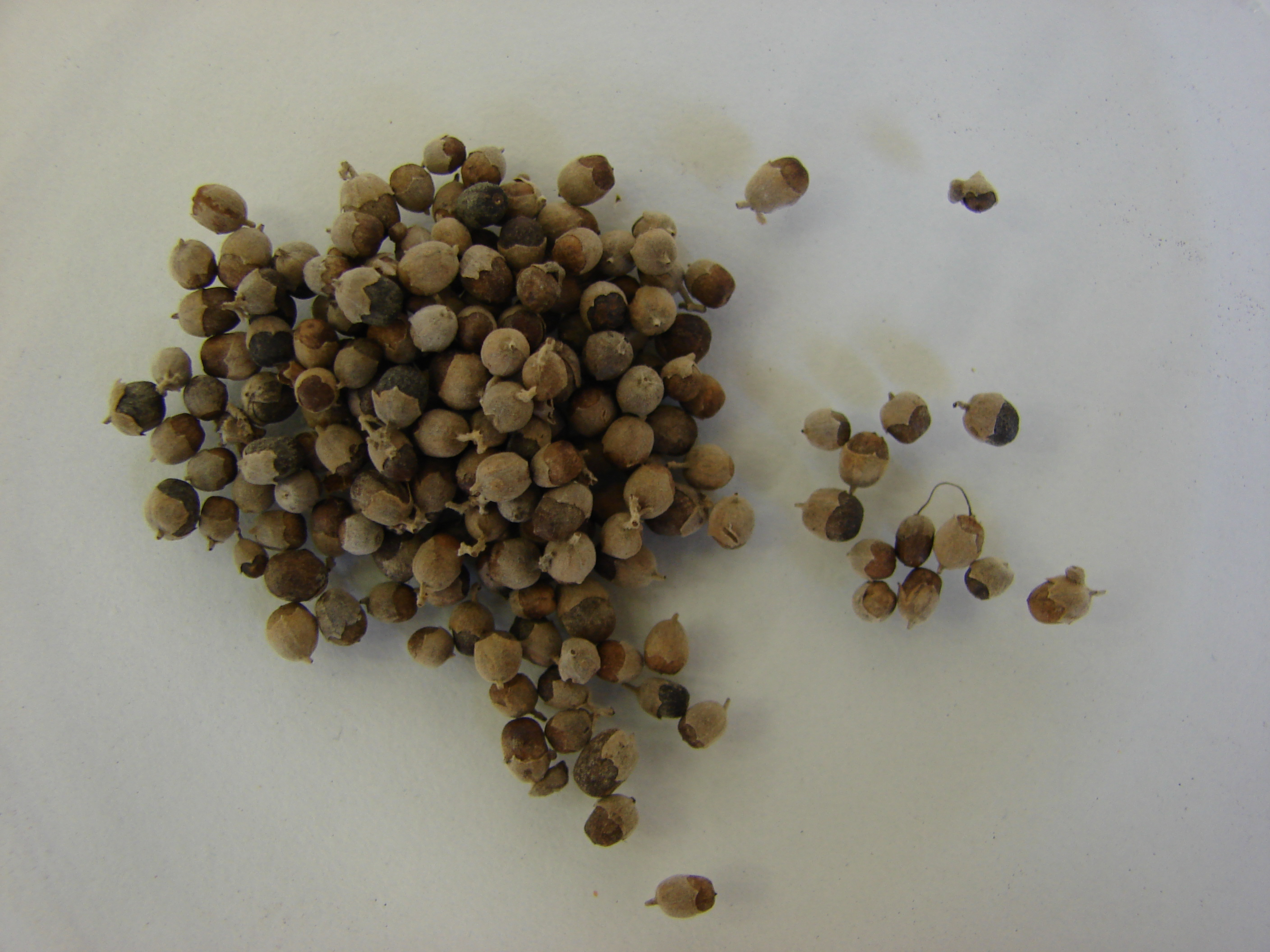
Poivre des moines.

Le poivre des moines est le nom donné au fruit séché du gattilier (Vitex agnus-castus), arbuste à fleurs mauves ou blanches originaire des régions méditerranéennes. Le poivre des moines est aussi appelé « agnus-castus », « poivre sauvage » ou « petit poivre ».
Les fruits qui poussent en grappe, sont laissés à sécher sur la branche, puis récoltés en hiver.
Son nom viendrait du fait qu'il aurait été utilisé au Moyen Âge pour aromatiser la soupe des moines dans les monastères pour ses propriétés anaphrodisiaques.
Plus doux que le poivre noir, il a aussi un goût plus amer.